# Enrique Mario Casella
Enrique Mario Casella (Montevideo, 1 de agosto de 1891 - San Miguel de Tucumán, 10 de diciembre de 1948) fue un compositor argentino nacido en Uruguay.

## Biografía
Enrique Mario Casella era hijo del violinista y director de orquesta Italo Casella. Su familia se mudó en 1896 a Buenos Aires, donde asistió al Conservatorio de Ferruccio Cattelani y de Edmundo Pallemaerts.
En 1907, fue a Europa, donde asistió a la Academia de Música de Angelo Consolini en Bolonia, Marco Enrico Bossi y con Carpessani y desde 1909 en la Real Escuela de Música en Bruselas con César Thompson, Paul Gilson, Maurice Staminat. En 1913 se perfeccionó su formación en París con Paul Antoine Vidal y con Foucher. De 1914 a 1918 vivió y trabajó en Buenos Aires, y en Goya, provincia de Corrientes (a 780 km de Buenos Aires). 
Desde 1920, residió en San Miguel de Tucumán, siendo profesor en la Academia de Bellas Artes. Con Luis Gianneo a partir de 1922 dirigieron el Instituto Musical Tucumán. Luego fundó en 1923 el Trío Tucumán y en 1940 el Cuarteto Tucumán. Desde 1937 fue director del Coro Santa Cecilia y de la Banda Provincial de Música.
Casella compuso poemas sinfónicos y otras obras sinfónicas, para violín, conciertos de piano, óperas, zarzuelas, ballet, música para cine, misas, obras corales, música de cámara, canciones. Su obra ha sido difundida principalmente por Lucio Bruno-Videla.

## Obra
- Caperucita, para voz, piano y recitado, 1920
- Faetón, poema sinfónico, 1924
- El Rey Midas tiene orejas de asno, poema sinfónico a Ovidio, 1925
- Suite Incaica "Pachacutec Inca", para coro y orquesta, 1926
- Nahuel Huapi, poema sinfónico, 1926
- Jueirio, canción de cámara en YouTube
- Corimayo, ópera, en YouTube 1926
- La Virgencina de Covadonga, zarzuela, 1926
- Las Vírgenes del Sol, ópera, 1927 en YouTube
- La ruina del puesto, poema sinfónico, 1929
- La Tapera, ópera, 1929
- Cantar de arriero  para coro a cappella, 1930 en YouTube
- Baguala para coro a cappella, 1930
- Plaza Independencia revista musical (Texto de R.Chirre Danós), 1931
- Brujerías, poema sinfónico, 1932
- El Maleficio de la Luna, ópera, 1932-34
- Los Poemas del Agua, ballet, 1933
- De Tierra Adentro, 1933
- Canción de las voces serenas para tres voces femeninas, 1934
- Filmmusik zu La barra mendocina, 1935
- El Embrujo de la Copla, ópera, 1935
- Filmmusik zu Loco lindo, 1936 en YouTube
- Filmmusik zu Amalia, 1936
- El País del Ensueño ópera
- Misa orquesta de cámara, órgano y coro masculino, 1938
- A Santa Teresita del Niño Jesús para voz solista, violín, órgano y coro
- Chasca ópera en YouTube, 1939 (reconstruida tras su extravío)
- Himno a Santa Inés para coro de mujeres y arpa, 1939
- Himno de los Niños Católicos para voz y piano, 1941
- La Vidala, ópera, 1942
- Concierto para violín y orquesta
- Concierto para piano y orquesta, 1945
- 4 Acuarelas 1945, orquesta
- La Salamanca, poema sinfónico
- En la Puna, poema sinfónico
- Don Quijote, poema sinfónico
- Cumbres de Tucumán, poema sinfónico
- Tawantinsuyo, suite para orquesta, 1938
- Suite Incaica para orquesta, 1925
- Tres Miniaturas Criollas

- Datos: Q1344048
- Multimedia: Enrique Mario Casella / Q1344048